# Chris Child

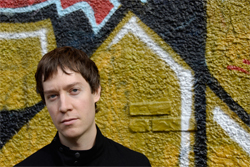
Chris Child

Chris Child ist ein unter seinem Künstlernamen Kodomo bekannter, US-amerikanischer Komponist und Musiker. Er ist verheiratet mit Hilary Schaffner.

## Diskographie
- Still Life (2008)
- Frozen in Motion (2011)
- Patterns & Light (2014)[2]